# Mesonerilla
Mesonerilla é um género de animais invertebrados da família Nerillidae.

## Espécies
Contém as seguintes espécies:
- Mesonerilla armoricana Swedmark, 1959
- Mesonerilla biantennata Jouin, 1963
- Mesonerilla fagei Swedmark, 1959
- Mesonerilla intermedia Wilke, 1953
- Mesonerilla luederitzi Remane, 1949
- Mesonerilla prospera Sterrer & Iliffe, 1982
- Mesonerilla roscovita Levi, 1953